# Seokchon (métro de Séoul)
Seokchon (en coréen : 석촌역) est une une station de correspondance, de la ligne 8 et la ligne 9 du métro de Séoul. Elle est située 439 Songpa-daero, dans le quartier de Seokchon-dong, arrondissement de Songpa-gu à Séoul en Corée du Sud.
Ouverte en 1996, ligne 8 et en 2018, ligne 9, la station est desservie par les rames omnibus circulant sur la ligne 8 et les rames omnibus et express circulant sur la ligne 9.

## Situation sur le réseau

Plan du réseau (2023)

La station souterraine de correspondance Seokchon : de la ligne 8 du métro de Séoul est située entre la station Jamsil, en direction du terminus nord/ouest Amsa, et la station Songpa en direction du terminus sud-est Moran  ;  de la ligne 9 du métro de Séoul, est situé entre la station Seokchon Gobun, en direction du terminus nord/ouest Gaehwa, et la station Songpanaru, en direction du terminus sud/est VHS Medical Center.

## Histoire
La station Seokchon Gobun est ouverte le 23 novembre 1996 lors de l'ouverture à l'exploitation d'une section de la ligne 8. Elle devient une station de correspondance le 1er décembre 2018, lors de l'ouverture à l'exploitation de la section de la ligne 9, longue de 10 km entre Complex Sportif et le nouveau terminus sud/est VHS Medical Center.

## Services aux voyageurs

### Accès et accueil
Domiciliée au 439 Songpa-daero, Seokchon dispose de huit accès numérotés 1 à 8. Elle est organisée sur deux niveaux souterrains reliés par des escaliers et des ascenseurs, elle est organisée autour d'un quai central. Elle est équipée d'automates notamment pour l'achat titres de transport.

### Desserte

#### Station ligne 8
Seokchon est desservie par les rames omnibus qui circulent sur la ligne 8.

Instatllations
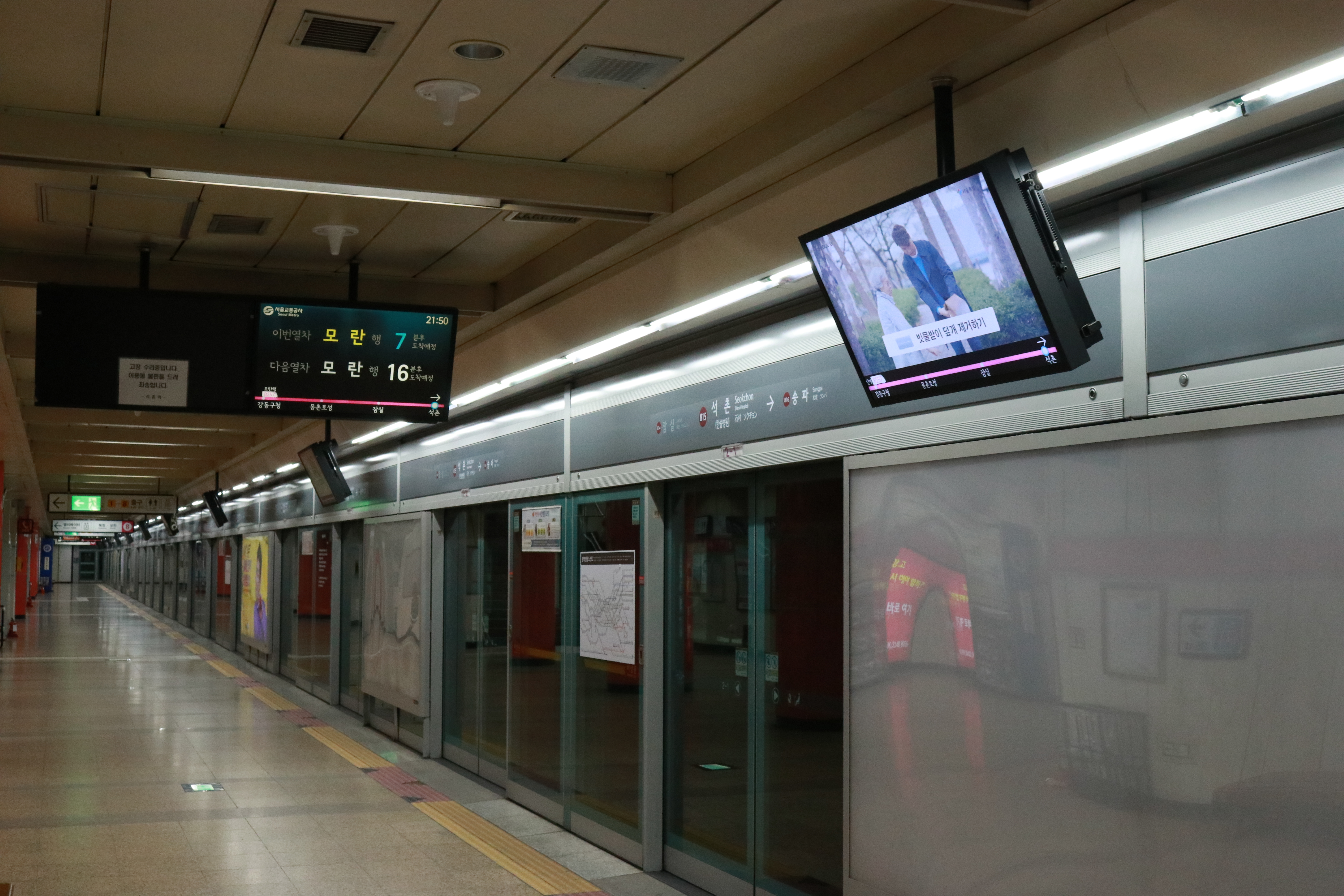
En 2017.
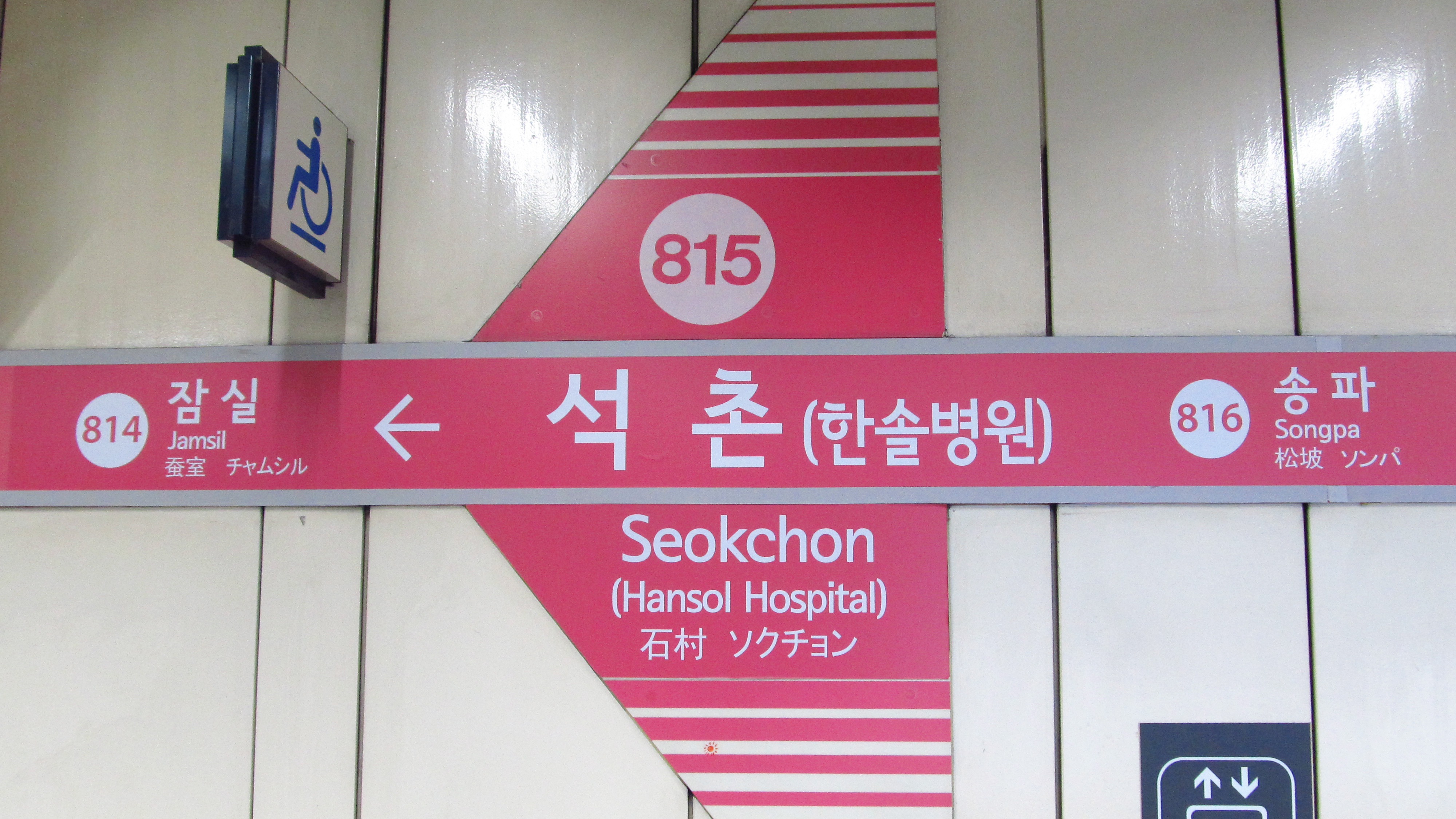
En 2018.
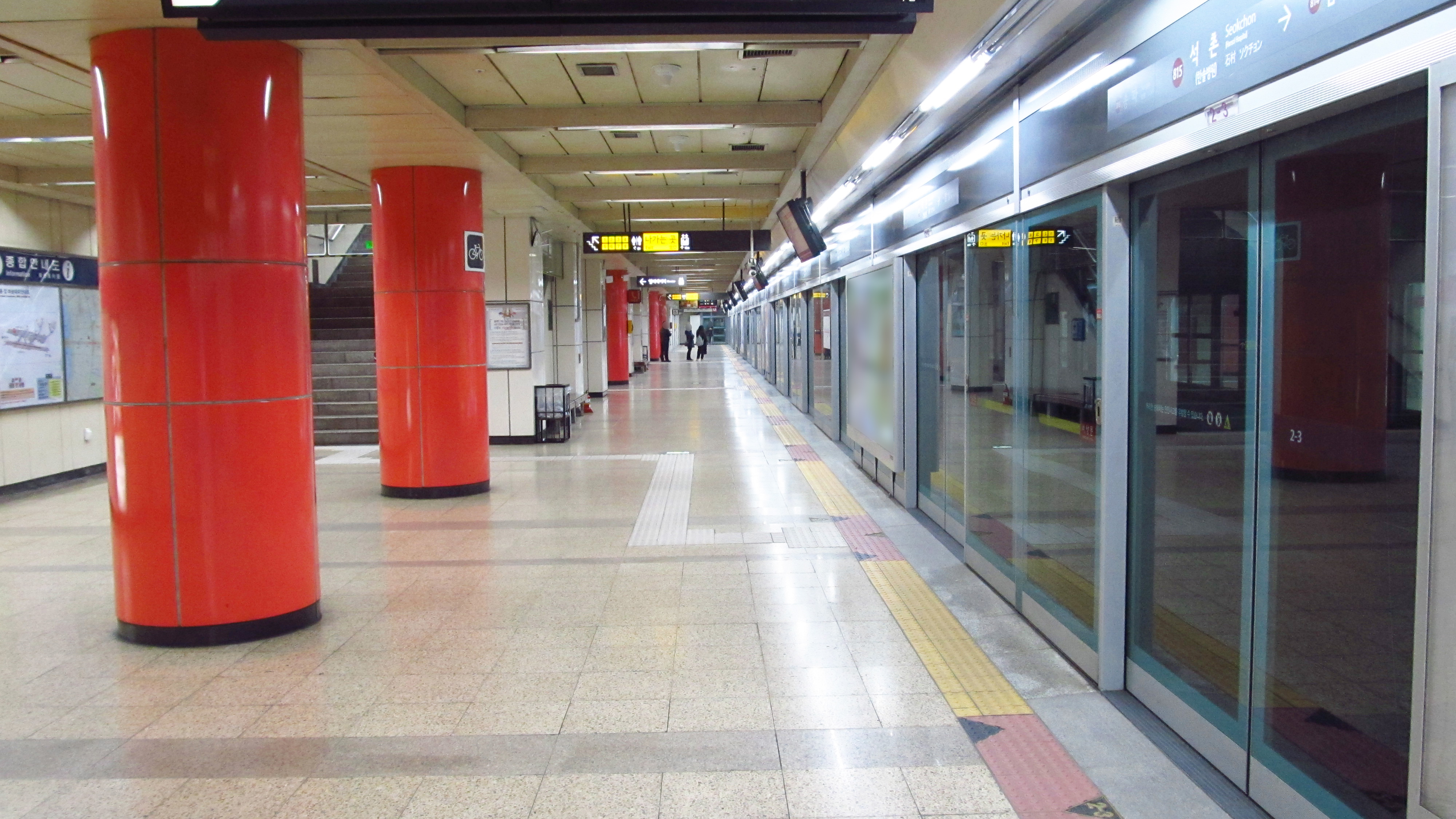
En 2018.

#### Station ligne 9
Seokchon est desservie par les rames omnibus et express qui circulent sur la ligne 9.

Instatllations
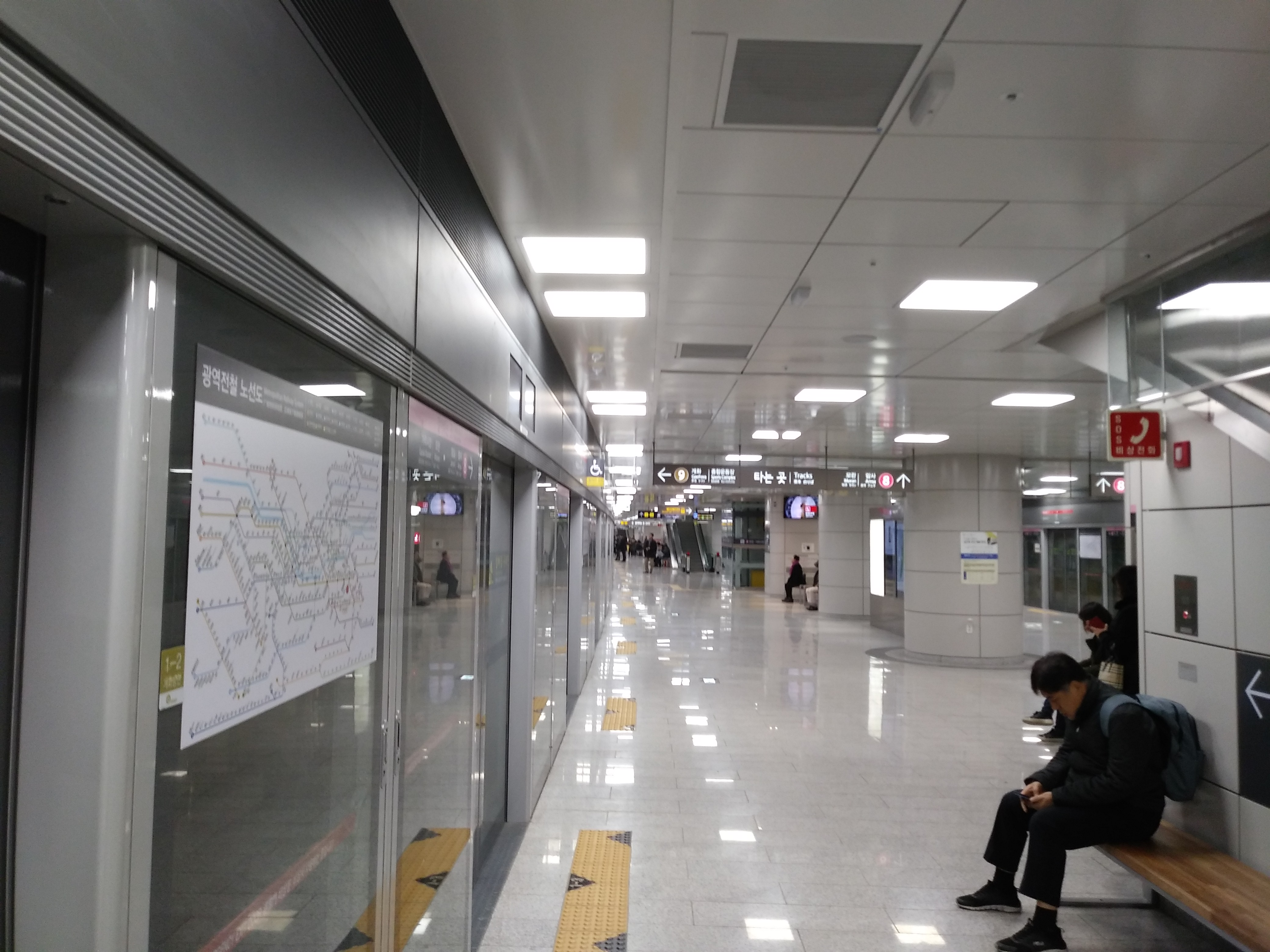
En 2018.
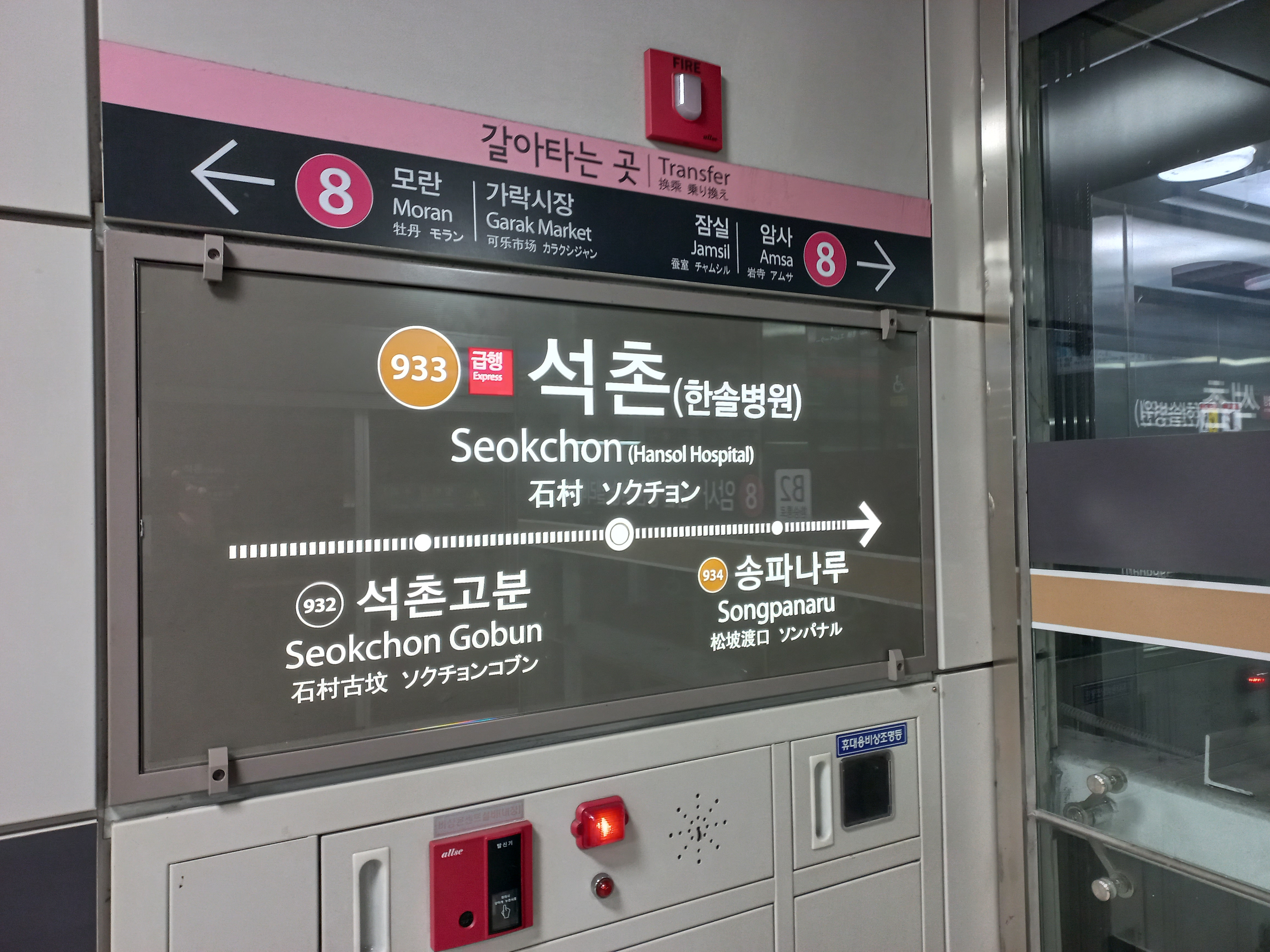
En 2023.
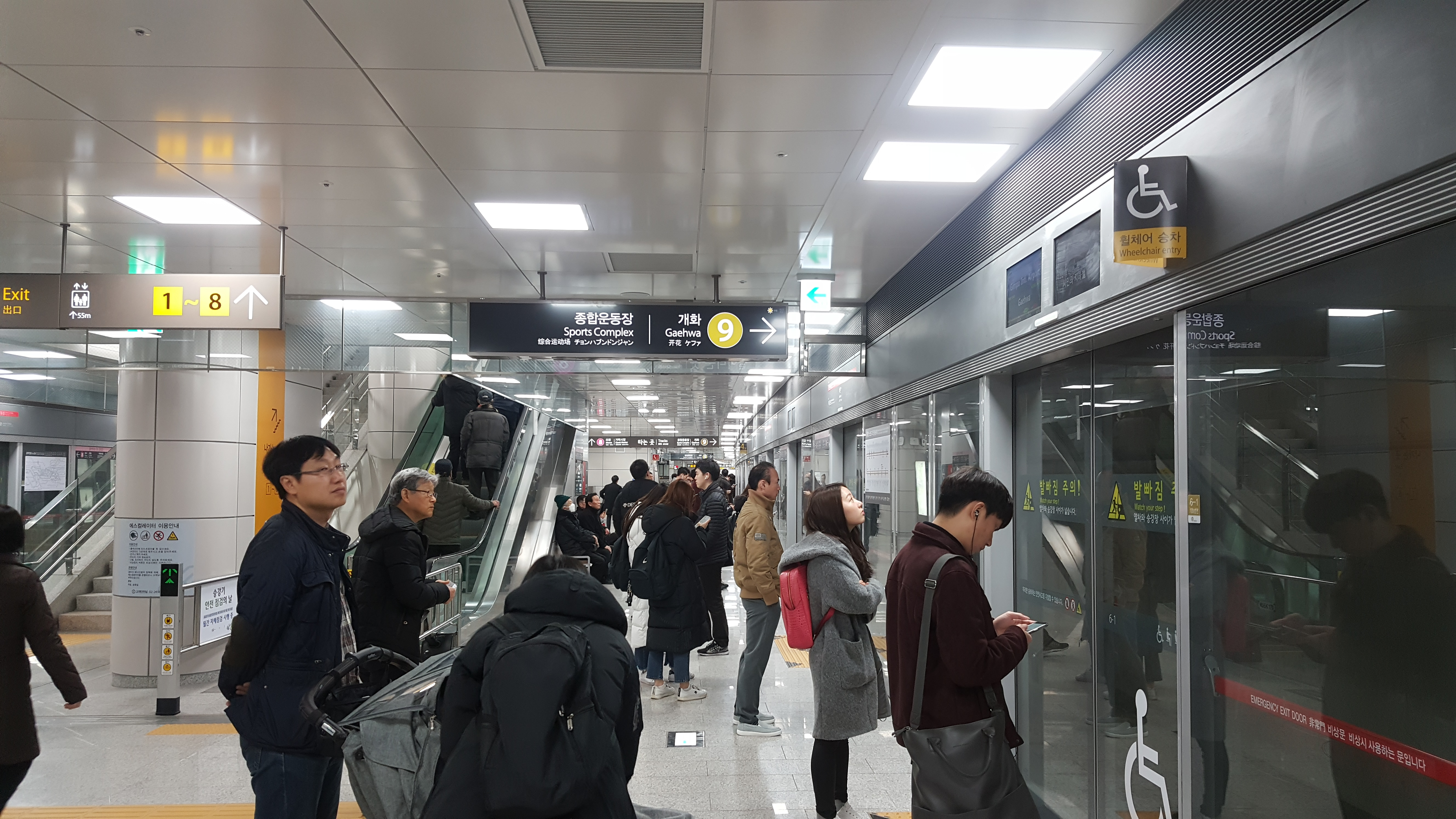
En 2018.

### Intermodalité
À proximité des arrêts sont desservis par des bus urbains.

## À proximité
Elle est située à proximité du Lac de Seokchon est des tombes antiques du quartier Seokchon-dong..